# Plasmodiophora brassicae
Plasmodiophora brassicae, протист изазивач биљне болести купусне киле, припада царству Rhizaria и класи Phytomyxea. Plasmodiophora brassicae је облигатни паразит биљака из фамилије купуса (Brassicaceae), а у спољашњој средини преживљава једино у виду спора. Успешно паразитира 300 биљних врста из 64 рода. Интраспецијска варијабилност се огледа на физиолошком нивоу, и до сада је описано 9 физиолошких раса ове врсте.

## Животни циклус
неповољан вегетациони период (зиму) преживљава у виду мирујућих (трајних) спора у земљишту. У повољним условима средине (хладно, влажно и кисело земљиште) мирујућа спора клија у бифлагелатну примарну зооспору. Примарне зооспоре хемотактично проналазе коренове длачице биљке-домаћина и улазе у ћелије корена, где се деобама једра и растом претварају у вишеједарне примарне плазмодије. Из примарних плазмодија се митотички одвајају секундарне зооспоре и напуштају домаћина.
Секундарне зооспоре су стадијум ширења инфекције. У спољашњој средини (земљиште) секундарне зооспоре се фузионишу у диплоидне зооспоре (поседују двоструко већи број једара, али и бичева) и као такве инфицирају нове коренове. У новом домаћину зооспоре расту у секундарну плазмодију. У каснијем стадијуму болести, ћелије домаћина су потпуно испуњене плазмодијом и ћелијски садржај одумире. Када плазмодија достигне одређену старост, мејотичким деобама се стварају хаплоидне мирујуће споре, које у спољашњу средину долазе након труљења домаћина. Мирујуће споре задржавају своју клијавост и до 6 година.

## Купусна кила
Кила купуса је најзначајнија и најраспрострањенија болест купуса у свету. У Европи је позната од 13. века. Болест се јавља у пределима умерених климатских зона, најчешће у Европи и Северној Америци. У регионима интензивног гајења купуса у ободу Панонске низије, болест је присутна на 30% биљака.
Симптоми киле су неуобичајено повећање масе (хипертрофија) корена или других подземних делова биљке. Киле могу бити присутне изоловано на неколико делова корена, или покривати цео коренов систем. Симптоми на надземним деловима се уочавају тек у присуству секундарних плазмодија, и у случају веће инфекције — листови жуте и вену, понекад опадају потпуно. Целокупна биљка успорава раст, тако да и квалитет приноса опада.